# Tshernovaia adenophorae
Tshernovaia adenophorae är en insektsart. Tshernovaia adenophorae ingår i släktet Tshernovaia och familjen långrörsbladlöss. Inga underarter finns listade i Catalogue of Life.